# Mi último tango (película de 1960)
Mi último tango es una película española de comedia musical estrenada el 29 de agosto de 1960. Fue dirigida por Luis César Amadori y protagonizada por Sara Montiel y Maurice Ronet.
La banda sonora de la película fue editada en el mismo año por la compañía Hispavox, bajo el número de catálogo HH 11-43.

## Sinopsis
Marta Andreu es hija del director de una compañía lírica y sueña con llegar a ser algún día la estrella de un gran espectáculo. Por ahora, se tiene que conformar con ser la asistenta de Luisa Marival, figura máxima del género. Luisa tiene un contrato con Argentina, pero su empresario la hace renunciar al viaje y, para evitar una demanda por incumplimiento de contrato, Marta se encarga de sustituir a Luisa Marival, al menos durante la travesía. Pero al llegar a Buenos Aires, se verá obligada a seguir adelante con el engaño logrando un enorme éxito de público. La aparición de la auténtica Marival pone a Marta en una situación complicada.

## Reparto
- Sara Montiel como Marta Andreu.
- Maurice Ronet como Darío Ledesma.
- Isabel Garcés como Clarisa.
- Laura Granados como Luisa Marival.
- Milo Quesada como Carlos Gardel.
- Luisa de Córdoba como Adelina.
- Alfonso Godá
- Rafael Bardem como Maestro Andreu.
- Juan Cortés como Dr. Eladio Ferrer.
- María del Puy como	Patricia.
- Josefina Serratosa como Cantante.
- Mario Morales  como Jugador de cartas.